# Christer Larsson (Siöblad)
Christer Larsson (Siöblad), död 1551, var en svensk häradshövding och militär.

## Biografi
Christer Larsson var son till Lars Birgersson och Brita Johansdotter. Han blev i december 1524 häradshövding i Jönåkers härad. I augusti 1525 låg han i borgläger och  1527 skrev han under Västerås riksdagsbeslut. Den 2 juli 1727 fick han Sköldinge socken i förläning. Christer Larsson nämns som rusttjänstskyldigt frälse i Södermanland 1529, 1534 och 1535. Han fick i januari 1536 häradshövdingsbrev på Aska härad och 16 januari 1537 på Östkinds härad. Christer Larsson var en av anförarna för de kungliga trupperna under Dackefejden 1542–1544. Han avled 1551 och arvskifte hölls efter honom 1 januari 1553.

### Familj
Christer Larsson gifte sig första gången före 1530 med en syster till prästen herr Erik.
Christer Larsson gifte sig andra gången med Anna Petersdotter, dotter av häradshövdingen Peter Karlsson i Memmings härad. De fick tillsammans barnen slottsloven Peder Siöblad, Margareta Christerdotter som var gift med ståthållaren Knut Jönsson (Lillie), Brita Christersdotter som var gift med riddaren Olof Arvidsson (Hvit) och ryttmästaren Anders Eriksson (Rosenstråle) och Märta Christersdotter som var gift med Abraham Germundsson Somme.